# Luc Van Hoyweghen
Luc Van Hoyweghen (ur. 1 stycznia 1929 w Appels, zm. 30 czerwca 2013 w Dendermonde) – belgijski piłkarz grający na pozycji napastnika.

## Kariera klubowa
W swojej karierze piłkarskiej Van Hoyweghen grał w klubach KAV Termonde i RWD Molenbeek.

## Kariera reprezentacyjna
W 1954 roku Van Hoyweghen został powołany do kadry Belgii na mistrzostwa świata w Szwajcarii. Na nich był rezerwowym zawodnikiem. W kadrze narodowej ostatecznie nie zadebiutował.